# Сальва Насер
Сальва Ейд Насер (англ. Salwa Eid Naser, нар. 23 травня 1998) — легкоатлетка нігерійського походження, яка з 2014 виступає за Бахрейн та спеціалізується в бігу на 400 метрів, чемпіонка світу в бігу на 400 метрів (2019), багаторазова чемпіонка та призерка азійських континентальних змагань, рекордсменка Азії.
На чемпіонаті світу-2019 спортсменка здобула дві нагороди: бронзову нагороду в змішаній естафеті 4×400 метрів та «золото» в бігу на 400 метрів з третім за всю історію дисципліни результатом (48,14). Краще за Насер бігла тільки світова рекордсменка Маріта Кох (47,60; 1985) та Ярміла Кратохвілова (47,99; 1983).
30 червня 2021 року було оголошено, що Сальву Ід Насер дискваліфіковано до лютого 2023 року через три невдалі спроби визначити її місцезнаходження. У період з 12 квітня по 24 листопада 2019 року вона 19 разів здавала допінг-проби з негативним результатом (у відкритому доступі немає даних про її позазмагальні тести до/після).